# Ню Джърси (линеен кораб, 1942)
Ню Джърси (на английски: USS New Jersey (BB-62), „Големият Джей“ (на английски: Big J) или „Черният Дракон“ (на английски: Black Dragon)) е линеен кораб на САЩ. Вторият кораб в серията от 4 линкора на типа „Айова“. Наречен е в чест на щата Ню Джърси. Построен е във Филаделфия, САЩ. Спуснат на вода на 7 декември 1942 г. Участва в повече операции в сравнение с другите кораби от своя тип. Единственият линкор, използван във войната във Виетнам. Към март 2012 г., линкорът „Ню Джърси“ се намира на вечна стоянка в град Камдън (Ню Джърси). Обсъжда се възможността за преместване на кораба-музей в Либърти Стейт Парк.
На протежение Втората световна война участва в операциите при островите Гуам и Окинава, прикрива самолетоносачите по време на рейда към Маршаловите острови. По време на Корейската война се използва в операциите близо до севернокорейското крайбрежие. В средата на петдесетте е изваден в резерва, наречен от американските моряци „нафталиновия флот“. През 1968 г. е разконсервиран и изпратен във Виетнам за поддръжка на американските войски. Повторната му консервация е през 1969 г. Модернизиран и отново въведен в състава на флота в началото на 80-е по т.нар. „програма 600 кораба“. Взема участие в гражданската война в Ливан през 1983 г. Окончателно е изваден от състава на флота през 1991 г. след, най-общо казано, 21 години активна служба. Има 19 награди за участие в операции по време на Втората световна война, Корейската война, войната във Виетнам, гражданската война в Ливан, войната в Залива. Статусът на музей придобива на 15 октомври 2001 г.

## История на службата

### Втора световна война
След приключване на ускорен цикъл за бойна подготовка „Ню Джърси“ е изпратен в Тихия океан. Преминавайки на 7 януари 1944 г. Панамския канал, линкорът пристига на 22 януари 1944 г. при атола Фунафути, след което влиза в състава на охраната на бързоходното авионосно съединение TF.58. За първия си боен поход отплава на 29 януари 1944 г. На 16 февруари 1944 г. приема участие в боя с отряд японски кораби, съвместно с други американски кораби потопява въоръжения траулер „Шонан Мару № 15“ и разрушителя „Майкадзе“. По време на рейдовете на авионосното съединение води обстрел на японските позиции на островите в Тихия океан – 18 март по Мили, от 29 до 30 април срещу Трук, 1 май над Понапе, 12 юни над Сайпан и Тиниан. На 19 юни 1944 г. взема участие в сражението във Филипинско море, помагайки за отразяване на атаките на японските самолети. От 9 до 30 август се намира в Пърл Харбър. След завръщането си в зоната на бойните действия продължава да съпровожда бързоходното авиационно съединение. Приема участие в нанасянето от съединението на удари по Филипините в периода септември – декември 1944 г., срещу Формоза, Индокитай, Хонконг и Амою през януари 1945 г., по Иво Джима, Окинава и Токио в периода февруари – март 1945 г. На 24 май 1944 г. обстрелва цели по остров Окинава. От май до юни 1945 г. линкорът се ремонтира в корабостроителницата на ВМС „Пюджет Саунд“ в Бремъртън. На 4 юли отплава за Пърл Харбър и след това към Ениветок. На 8 август 1945 г. обстрелва остров Уейк. От 17 септември до края на 1945 г. се намира в Токийския залив в състава на силите за поддръжка на окупационните войски. На 10 февруари 1946 г. пристига в Сан Франциско, доставяйки 1000 демобилизирани войника. За времето на Втората световна война „Ню Джърси“ е награден с девет бойни звезди.

### Корейска война
През 1946 г. „Ню Джърси“ се ремонтира в „Пюджет Саунд“. На 23 май 1947 г. е зачислен в състава на Атлантическия флот. От 7 юни до 18 юли 1947 г. извършва поход към Европа, с посещения на Осло и Портсмът. През септември 1947 г. провежда учения в Карибско море. На 30 юни 1948 г. е изваден в резерва, намирайки се в Байон, щата Ню Джърси. На 21 октомври 1950 г. е изваден от резерва. На 16 април 1951 г., след провеждането на учебен поход в Карибско море, отплава от Норфолк към Далечния Изток. На 17 май 1951 г. пристига при бреговете на Корея, ставайки флагмански кораб на 7-и флот. До 14 ноември 1951 г. линкорът участва в бойните действия, получавайки, на 20 май 1951 г., попадение на снаряд от севернокорейска брегова батарея. На 20 декември 1951 г. се връща в Норфолк и влиза за шестмесечен ремонт. От 19 юли до 5 септември 1952 г. се намира на поход в европейски води, посещава Шербур и Лисабон. След това се намира в Карибско море. На 5 март 1953 г. отново отплава от Норфолк за бреговете на Корея. От 12 април до 28 юли 1953 г. повторно участва в Корейската война. По време на похода посещава, на 5 април и 14 октомври, Йокосука, на 20 август Хонконг и на 16 септември Пусан, връща се в Норфолк на 14 ноември 1953 г. За времето на бойните действия в Корея получава четири бойни звезди.
1954 и 1955 г. линкорът провежда в учебни плавания по Атлантическия океан и Карибско море. От 7 септември 1955 г. до 7 януари 1956 г. „Ню Джърси“, в състава на 6-и флот, се намира в Средиземно море. За това време той нанася визити на Гибралтар, Валенсия, Барселона, Кан, Истамбул и залива Суда на Крит. От 27 август до 15 октомври, в Северния Атлантик, участва в маневри на НАТО, посещавайки при това Осло и Лисабон. На 21 август 1957 г. е изведен в резерва в Байон.

### Виетнамска война
На 6 април 1968 г. отново е въведен в строй и до 16 май 1968 г. преминава ремонт във Филаделфия. На 11 юни 1968 г. пристига в Лонг Бийч, откъдето, на 3 септември 1968 г., отплава за Южнокитайско море. От 25 септември 1968 г. до 31 март 1969 г. „Ню Джърси“ взема участие във войната във Виетнам, награден е за това с 2 бойни звезди. На обратния път за САЩ е незабавно включен в състава на бойно съединение в Японско море. Изострянето на обстановката в района на Корея е свързано със свалянето от севернокорейски изтребител, на 14 април 1968 г., на американския разузнавателен самолет ЕС-121. При това загиват 31 души. Заповедта е отменена, и на 5 май „Ню Джерси“ пристига в Лонг Бийч. На 17 декември 1968 г. линкорът за пореден път е изведен в резерва, сега в Бремертън.

### Реактивация през 1980-е и край на службата
На 27 април 1981 г., след приемането на решението за реактивацията му, „Ню Джърси“ е изпратен в Лонг Бийч за модернизация. Въведен е в строй на 28 декември 1982 г. На 10 май 1983 г. от борда на линкора е осъществен учебен пуск на крилата ракета „Томахоук“. От юни до юли 1983 г. „Ню Джърси“ извършва поход към Пърл Харбър, Манила, Субик Бей и към бреговете на Никарагуа. През септември 1983 г. е изпратен в Средиземно море. Два пъти, на 14 декември 1983 г. и на 8 февруари 1984 г., обстрелва позиции на сирийската армия в Южен Ливан. От пролетта на 1984 до януари 1985 г. преминава ремонт и докуване. От януари до май 1986 г. участва в маневри в Тихия океан, намирайки се от август при бреговете на Тайланд. На 11 декември 1986 г. се връща в Лонг Бийч. От 1987 до 1989 г. приема участие в редица учебни походи и маневри на флота. На 8 февруари 1991 г. е изваден от бойния състав и оставен в Бремертън. През ноември 1999 г. е отбуксиран във Филаделфия и поставен като кораб-музей.